# Ацетил-КоА-карбоксилаза
Ацетил-КоА-карбоксилаза (ACC) (Шифр КФ 6.4.1.2) — биотинзависимый фермент, катализирующий необратимое карбоксилирование ацетил-КоА с образованием малонил-КоА благодаря двум каталитическим активностям: биотинкарбоксилазной (BC) и карбоксилтрансферазной (CT). У большинства прокариот и в хлоропластах большинства растений и водорослей ACC является ферментом с несколькими субъединицами. В цитоплазме большинства эукариот АСС является крупным многодоменным ферментом. Наиболее важной функцией ACC является обеспечение субстрата малонил-КоА для биосинтеза жирных кислот Активность ACC может контролироваться на уровне транскрипции, а также с помощью модуляторов малых молекул и ковалентной модификации. Геном человека содержит гены для двух разных АСС—ACACA и ACACB.

## Структура
Прокариоты и растения имеют мультисубъединичную АСС, состоящую из нескольких полипептидов. Активность биотинкарбоксилазы (BC), белка-носителя карбоксила биотина (BCCP) и карбоксилтрансферазы (CT), сосредоточена в каждой отдельной субъединице. Стехиометрия этих субъединиц в холоферменте ACC различается у разных организмов. Люди и большинство эукариот развили ACC с каталитическими доменами CT и BC и доменами BCCP на единственном полипептиде. Большинство растений также имеют эту гомомерную форму в цитозоле. Функциональные области ACC, начинающиеся от N-конца до C-конца, представляют собой биотинкарбоксилазу (BC), связывающую биотин (BB), карбоксилтрансферазу (CT) и АТФ-связывающий мотив (AB). AB находится внутри BC. Биотин ковалентно присоединен через амидную связь к длинной боковой цепи лизина, находящегося в ВВ. Поскольку BB находится между участками BC и CT, биотин может легко перемещаться в оба активных центра, где это необходимо.
У млекопитающих, экспрессирующих две изоформы ACC, основным структурным различием между этими изоформами является удлиненный N-конец ACC2, содержащий митохондриальную целевую последовательность.
Кристаллографические структуры ацетил-КоА-карбоксилазы "E. coli"

## Гены
Полипептиды, составляющие мультисубъединичные АСС прокариот и растений, кодируются разными генами. У Escherichia coli accA кодирует альфа-субъединицу ацетил-КоА-карбоксилазы а accD кодирует её бета-субъединицу.

## Механизм
Общая реакция ACAC (A, B) протекает по двухступенчатому механизму. Первая реакция осуществляется BC и включает АТФ-зависимое карбоксилирование биотина бикарбонатом, служащим источником CO2. Карбоксильная группа переносится от биотина к ацетил-КоА с образованием малонил-КоА во второй реакции, которая катализируется CT.

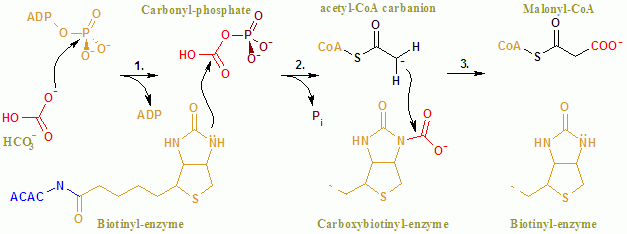
Механизм реакции ACAC (A, B). Цветовое обозначение: фермент, коферменты, названия субстратов, ионы металлов, фосфаты и карбонаты.

В активном центре реакция протекает при обширном взаимодействии остатков Glu296 и положительно заряженных Arg338 и Arg292 с субстратами. Два Mg2+ координируются фосфатными группами на АТФ и необходимы для связывания АТФ с ферментом. Бикарбонат депротонируется Glu296, хотя в растворе этот перенос протона маловероятен, поскольку pKa бикарбоната составляет 10,3. Фермент, по-видимому, манипулирует pKa, чтобы облегчить депротонирование бикарбоната. PKa бикарбоната снижается за счет его взаимодействия с положительно заряженными боковыми цепями Arg338 и Arg292. Кроме того, Glu296 может взаимодействовать с боковой цепью Glu211, тем самым вызывая увеличение pKa. После депротонирования бикарбоната кислород бикарбоната действует как нуклеофил и атакует гамма-фосфат на АТФ. Промежуточный карбоксифосфат быстро разлагается до CO2 и PO43-. PO43- депротонирует биотин, создавая енолят, стабилизированный Arg338, который впоследствии атакует CO2, что приводит к образованию карбоксибиотина. Карбоксибиотин перемещается в активный центр карбоксилтрансферазы (СТ), где карбоксильная группа переносится на ацетил-КоА. В отличие от домена BC, о механизме реакции CT известно немного. Предлагаемый механизм — это высвобождение CO2 из биотина, который впоследствии отрывает протон от метильной группы от ацетил-CoA-карбоксилазы. Полученный енолят атакует CO2 с образованием малонил-КоА. В конкурирующем механизме отрыв протона согласован с атакой ацетил-КоА.

## Функция
Функция ACC — регуляция метаболизма жирных кислот. Когда фермент активен, образуется продукт малонил-КоА, который является строительным блоком для новых жирных кислот и может ингибировать перенос жирной ацильной группы от ацил-КоА к карнитину с помощью карнитинацилтрансферазы, которая ингибирует бета-окисление жирные кислоты в митохондриях.
У млекопитающих экспрессируются две основные изоформы ACC, ACC1 и ACC2, которые различаются как распределением в тканях, так и функцией. ACC1 находится в цитоплазме всех клеток, но его концентрация повышена в липогенных тканях, такими как жировая ткань и лактирующие молочные железы, где важен синтез жирных кислот. В окислительных тканях, таких как скелетные мышцы и сердце, соотношение экспрессируемого АСС2 выше. И ACC1, и ACC2 высоко экспрессируются в печени, где важны как окисление, так и синтез жирных кислот. Различия в распределении тканей указывают на то, что ACC1 поддерживает регуляцию синтеза жирных кислот, тогда как ACC2 в основном регулирует окисление жирных кислот (бета-окисление).
Митохондриальная изоформа ACC1 (mtACC1) играет частично дублирующую роль в биосинтезе липоевой кислоты и, следовательно, в липоилировании белков, обеспечивая малонил-КоА для митохондриального синтеза жирных кислот (mtFASII) в тандеме с ACSF3.

## Регуляция

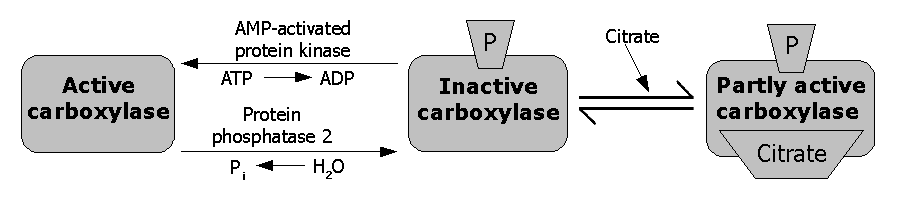
Контроль ацетил-КоА-карбоксилазы. Киназа, регулируемая АМФ, запускает фосфорилирование фермента (таким образом, инактивируя его), а фермент фосфатаза удаляет фосфатную группу.

Регуляция ACC млекопитающих сложна, она контролирует два различных пула малонил КоА, которые направляются либо на ингибирование бета-окисления, либо на активацию биосинтеза липидов.
ACC1 и ACC2 млекопитающих регулируются транскрипционно множеством промоторов, которые опосредуют изобилие ACC в ответ на состояние питания клеток. Активация экспрессии генов через разные промоторы приводит к альтернативному сплайсингу; однако физиологическое значение конкретных изоферментов ACC остается неясным. Чувствительность к статусу питания является результатом контроля этих промоторов факторами транскрипции, такими как белок 1, связывающий регуляторный элемент стерола, контролируемый инсулином на уровне транскрипции, и ChREBP, экспрессия которого увеличивается при диете с высоким содержанием углеводов.
Через петлю прямой связи цитрат аллостерически активирует АСС. Цитрат может увеличить полимеризацию АСС для увеличения ферментативной активности; однако неясно, является ли полимеризация основным механизмом цитрата увеличения активности АСС или полимеризация является артефактом экспериментов in vitro. Другие аллостерические активаторы включают глутамат и другие дикарбоновые кислоты. Длинноцепочечные и короткоцепочечные жирные ацил-КоА являются ингибиторами АСС с отрицательной обратной связью.
Фосфорилирование может происходить, когда гормоны глюкагон или адреналин связываются с рецепторами клеточной поверхности, но основная причина фосфорилирования связана с повышением уровня АМФ при низком энергетическом статусе клетки, что приводит к активации АМФ-активируемой протеинкиназы. (AMPK). AMPK является основным регулятором киназы ACC, способным фосфорилировать ряд сериновых остатков на обеих изоформах ACC. На ACC1 AMPK фосфорилирует Ser79, Ser1200 и Ser1215. Протеинкиназа А также обладает способностью фосфорилировать АСС с гораздо большей способностью фосфорилировать АСС2, чем АСС1. Однако физиологическое значение протеинкиназы A в регуляции ACC в настоящее время неизвестно. Исследователи предполагают, что существуют другие киназы ACC, важные для его регуляции, поскольку существует множество других возможных сайтов фосфорилирования на ACC.
Когда инсулин связывается со своими рецепторами на клеточной мембране, он активирует фермент фосфатазу, называемый протеинфосфатазой 2A (PP2A), для дефосфорилирования фермента; тем самым снимая ингибирующий эффект. Кроме того, инсулин индуцирует фосфодиэстеразу, которая снижает уровень цАМФ в клетке, таким образом ингибируя PKA, а также напрямую ингибирует AMPK. 
Этот белок может использовать морфеиновую модель аллостерической регуляции.

## Клиническое значение
На стыке путей синтеза и окисления липидов ACC представляет множество клинических возможностей для производства новых антибиотиков и разработки новых методов лечения диабета, ожирения и других проявлений метаболического синдрома. Исследователи стремятся использовать структурные различия между бактериальными и человеческими ACC для создания антибиотиков, специфичных для бактериальных ACC, чтобы минимизировать побочные эффекты для пациентов. Многообещающие результаты в отношении полезности ингибитора АСС включают открытие, что мыши без экспрессии АСС2 имеют непрерывное окисление жирных кислот, снижение массы жира и уменьшение массы тела, несмотря на увеличение потребления пищи. Эти мыши также защищены от диабета. Недостаток ACC1 у мутантных мышей летален уже на эмбриональной стадии. Однако неизвестно, должны ли лекарственные средства, нацеленные на ACC у людей, быть специфичными для ACC2.
Фирсокостат (ранее GS-976, ND-630, NDI-010976) является мощным аллостерическим ингибитором ACC, действующим на BC-домен ACC. Фирсокостат разрабатывается фармацевтической компанией Gilead в 2019 году (фаза II) как часть комбинированного лечения неалкогольного стеатогепатита (НАСГ), который, как считается, является все более частой причиной печеночной недостаточности.
Кроме того, селективные к растениям ингибиторы ACC широко используются в качестве гербицидов что предполагает клиническое применение против паразитов Apicomplexa, которые зависят от изоформы ACC растительного происхождения, включая малярию.
Гетерогенные клинические фенотипы метаболического заболевания комбинированной малоновой и метилмалоновой ацидурии (CMAMMA), вызванного дефицитом ACSF3, как полагают, являются результатом частичной компенсации митохондриальной изоформы ACC1 (mtACC1) за недостаток ACSF3 в митохондриальном синтезе жирных кислот (mtFASII).

## Дальнейшее чтение
- Voet, Donald. Biochemistry / Donald Voet, Judith G. Voet. — 3rd. — Wiley, 2004. — ISBN 978-0-471-19350-0.
- Biochemistry and molecular biology of plants. — Американское общество биологов растений, 2000. — ISBN 978-0-943088-37-2.
- Levert KL, Waldrop GL, Stephens JM (May 2002). A biotin analog inhibits acetyl-CoA carboxylase activity and adipogenesis. The Journal of Biological Chemistry. 277 (19): 16347–50. doi:10.1074/jbc.C200113200. PMID 11907024.